# David E. Nichols
Vous pouvez aider à l'améliorer ou bien discuter des problèmes sur sa page de discussion.
- Il ne cite pas suffisamment ses sources. Vous pouvez indiquer les passages à sourcer avec {{référence nécessaire}} ou {{Référence souhaitée}}, et inclure les références utiles en les liant aux notes de bas de page. (Marqué depuis novembre 2021)
- Il est à actualiser. Certains passages sont obsolètes ou annoncent des événements désormais passés. (Marqué depuis novembre 2021)

- Archive Wikiwix
- Bing
- Cairn
- DuckDuckGo
- E. Universalis
- Gallica
- Google
- G. Books
- G. News
- G. Scholar
- Persée
- Qwant
- (zh) Baidu
- (ru) Yandex
- (wd) trouver des œuvres sur Wikidata

Pour les articles homonymes, voir David Nichols et Nichols.
David E. Nichols, né le 23 décembre 1944, est un pharmacologue et chimiste en médecine américain.

## Biographie
Il est connu pour son travail sur les psychotropes. Il est le cofondateur et le président de Heffter Research Institute. 
L'Institut de recherche contribue et soutient la recherche scientifique sur les hallucinogènes classiques et de composés connexes (parfois appelés psychédéliques) afin d'avoir une meilleure compréhension de l'esprit conduisant à l'amélioration de la condition humaine, et soulager la souffrance. [réf. souhaitée]